# Digital Multimedia Broadcasting
Digital Multimedia Broadcasting [ˈdɪdʒɪtəl ˌmʌltiˈmiːdiə ˈbɹɔːdˌkɑːstɪŋ], kurz DMB, ist ein digitales Übertragungssystem. Mit DMB werden Mobilgeräte, z. B. Handys, via Satellit (S-DMB) oder terrestrische Übertragung (T-DMB) mit Daten versorgt. T-DMB basiert auf dem Hörfunk-Standard DAB, der um audiovisuelle Inhalte erweitert wurde.

## Geschichte
1998 wurden Gert Siegle und Hamed Amor für die sichere Bewegtbildübertragung für den Deutschen Zukunftspreis nominiert und schufen die technischen Voraussetzungen. DMB als Übertragungstechnik wurde von der Robert Bosch GmbH und dem Heinrich-Hertz-Institut entwickelt, später aber hauptsächlich von asiatischen Mobilfunkanbietern adaptiert und als kommerzielles Produkt vermarktet. In Europa wurde DMB kaum kommerziell verwendet, in einigen Projekten getestet, jedoch in Deutschland vom Markt nicht angenommen. In Österreich und in der Schweiz wurde es nie eingeführt. Frankreich verwendete diesen Standard und die Geräteindustrie hatte durch Mehrnormkompatibilität reagiert. Auch über Satellit gab es eine Radioübertragungsnorm, die nach Jahren wegen zu geringer Verbreitung nicht mehr genutzt wurde. 

## Technik
Technisch gesehen erweitert T-DMB DAB um audiovisuelle Inhalte. Für Video kommt dabei H.264, für Audio BSAC oder AAC+ und für im begrenzten Maße lokal interaktive Inhalte das Binary Format for Scenes (BIFS) zum Zuge. Eine zusätzliche Fehlerkorrektur sorgt für eine hohe Übertragungssicherheit im mobilen Einsatz. Es ist, je nach Fehlerschutz, eine Netto-Datenrate von bis zu 1,5 Mbit/s (typisch 1 Mbit/s) möglich, was zur Übertragung von drei bis vier TV-Programmen zuzüglich Audioprogrammen und Datendiensten in einem DAB-Ensemble ausreicht.
Die Spezifikation von DAB/DMB schließt mit verschiedenen Modi den Einsatz im Bereich von 30 MHz bis 3 GHz ein.
DMB erweitert DAB, wodurch DMB die volle Funktionalität von DAB erbt. Es ist somit zudem ein Mischbetrieb aus konventionellen DAB-Diensten und -Formaten mit neuen DMB-Videodiensten möglich. Jeder Empfänger kann erkennen, um welche Services es sich handelt, und kann entscheiden, ob er sie verwenden kann oder ob er sie ignorieren muss. So kann man ein Ensemble zum Beispiel mit drei DAB-Audioprogrammen (MPEG-1-Audiolayer-2-Codierung) und einem DMB-spezifischen Videoservice (MPEG-Transportstrom mit H.264-Video und AAC+/BSAC-Audio) und zusätzlichen Datendiensten wie beispielsweise MOT-BWS und IP-basierter Übertragung von Multimediadiensten im Enhanced Packet Mode füllen, die bereits im DAB-Standard spezifiziert sind.
IP-basierte Dienste können über DAB-Ensembles ebenfalls gesendet werden. Da DMB die volle DAB-Funktionalität miterbt, ist auch ein DMB-Ensemble (genauer gesagt ein DAB-Ensemble oder DAB/DMB-Mischensemble) in der Lage, IP-basierte Übertragung von Multimediadiensten im Enhanced Packet Mode zu übertragen. Ein Beispiel dafür ist BT-Lifetime in England. BT-Lifetime beruht – wie DAB und DMB – auf dem europäischen und weltweiten Standard EUREKA 147 zur Übertragung von digitalen Radio-, Video- und Multimedia-Inhalten. Zur Decodierung ist allerdings eine zusätzliche Dekoder-Software erforderlich, die auch das Internet-Protokoll unterstützt. Umgekehrt sind auch BT-Lifetime-Empfänger heute ohne eine zusätzliche softwareseitige Aufrüstung nicht DMB-fähig; teilweise wird auch eine Umrüstung nicht möglich sein. DAB Audio Services können jedoch empfangen und dekodiert werden. Im Projekt Digital Extended Broadcasting soll dagegen durch eine IP-basierte Lösung für DAB eine standardisierte Schnittstelle für DAB, DVB-H und UMTS/MBMS spezifiziert werden. Sollte diese Schnittstelle eingeführt werden, so könnte sie allerdings nur durch neue Geräte unterstützt werden. Neue sowie alte Geräte können jedoch nach wie vor die bisherigen Programme empfangen, so dass ein weicher Übergang gewährleistet wäre. DxB wurde allerdings in WorldDAB abgelehnt und eine Einführung ist dadurch nicht direkt zu erwarten. Bemühungen zur Harmonisierung und Kombination verschiedener Standards (z. B. auf Basis von Universalempfängern) gibt es aber nach wie vor. Nach eigenen Angaben hat der japanische Elektronikhersteller Sharp den ersten Dual-Empfänger entwickelt, der DVB-H- und DMB-Signale empfangen kann. Die Produktion soll voraussichtlich im Juli 2007 aufgenommen werden.
Eine andere Art von Time Slicing ist mit dem Ziel einer verringerten Stromaufnahme der Empfänger über entsprechende Signalisierungsparameter möglich und im Grundstandard von DAB vorgesehen. Um begriffliche Verwirrungen zu vermeiden, wurde erst kürzlich der Begriff Micro Time Slicing geschaffen. Dieses basiert auf kurzen Bursts von einigen Millisekunden Länge, wobei die Einschaltzeit im Wesentlichen von der Datenrate des Dienstes abhängig ist. Bisher wurde diese Feature bei DMB aber noch nicht eingesetzt, weil man die Energieeffizienz des DMB-Verfahrens bisher als ausreichend empfunden hat.
Die DAB-Abdeckung in Deutschland beträgt circa 80 %, wobei das existierende Angebot bisher von rund 200.000–300.000 (Stand 10/2006) Nutzern angenommen wurde. DMB als Erweiterung von DAB könnte die Kundenakzeptanz steigern und damit die getätigten Investitionen in DAB rechtfertigen. Denkbar wäre unter anderem ein Einsatz im Auto, da über DAB jetzt schon Verkehrsdaten (TMC, TPEG-ML) übertragen werden. DMB-Empfänger können in der Regel auch DAB decodieren. DAB wird weiterhin als reiner Audio-Service erhalten bleiben, und die heutigen DAB-Empfänger können weiterhin verwendet werden.

## Einsatz

### Mitteleuropa
Frequenzzuweisungen für DMB sind in Deutschland ab 2006 im Band III und im L-Band erfolgt. Bis vor Kurzem war die maximale Sendeleistung auf 1 kW für das Band III und 4 kW für das L-Band beschränkt, in Süddeutschland wurde die Sendeleistung versuchsweise auf bis zu 10 kW im Band III und 6 kW im L-Band angehoben. Im Gegensatz zu Korea, wo der VHF-Frequenzbereich verwendet wird, soll hier primär das L-Band verwendet werden. Allerdings läuft das Projekt MI FRIENDS der Bayerischen Landesmedienanstalt auch im Band III, da dieses ebenfalls geeignet ist.
Das einzige kommerzielle DMB-Angebot in Deutschland war Watcha von MFD Mobiles Fernsehen Deutschland. Laut einer Pressemeldung der ALM gibt die Mobiles Fernsehen Deutschland GmbH (MFG) ihre Lizenzen für DMB-Handy-Fernsehen zurück. In einem Schreiben an die Landesmedienanstalten teilte das Unternehmen mit, die Verbreitung der Programme von ProSiebenSat.1 Mobile und MTV Mobile einzustellen. In ihrer Meldung bilanziert die ALM „Leider konnte sich das DMB-Format bei den Kunden nicht durchsetzen. Die Erwartungen haben sich nicht erfüllt“.
Samsung, LG und Perstel hatten 2005 auf der IFA 2005 rund 18 verschiedene DMB-Empfängermodelle gezeigt. Da alle Landesmedienanstalten DMB-Lizenzen ausgeschrieben und lizenziert hatten, waren die rechtlichen Grundlagen für Mobiles Fernsehen im DMB-Standard für eine Abdeckung von rund 80 Prozent der Bevölkerung gelegt.
Watcha hatte eine technische Reichweite von mehr als 13 Millionen Menschen, ausgestrahlt wurden ARD, ZDF, N24, ProSiebenSat.1 Mobile und MTV Music. Außerdem wurde mit bigFM ein Radioprogramm ausgestrahlt, das mit schnell wechselnden Standbildern unterlegt war. Der Kunde konnte zwischen zwei Handys wählen, die als Endgeräte zum Empfang von Mobile-TV nötig sind: Samsung SGH-P900 (unterstützt nur L Band) und LG V9000. Diese können auch die freien DAB-Hörfunkprogramme empfangen, da DMB-Endgeräte abwärtskompatibel sind.
Außerdem gibt es noch den MP3-Player „D2“ von Cowon mit DMB-Empfang und den Multimedia-Receiver „IRIVER B20“ mit 2,4-Zoll-TFT-Display und einem Gehäuse, das kaum größer ist, Gewicht ca. 75 g. Hier sind ein UKW-FM-Tuner, ein DAB- und ein DMB-Receiver (Digital Multimedia Broadcasting) eingebaut, außerdem ein interner Speicher für Audio- und Video-Dateien, der über die USB2-Schnittstelle (gleichzeitig Akku-Lader) erreichbar ist.
In Köln lief von 2006 bis 2010 das DMB-Test-Programm „WDR-Mobil-TV“ mit WDR-Fernsehen live in MPEG4 QVGA 320 × 240 Pixel, 30 fps umcodiert mit 384 kbit/s. Es wurde auf VHF-Kanal 12 vom Kölnturm am Mediapark mit 10 kW in einem DMB/DXB-Multiplex (1/4 eines terrestrischen Fernsehkanals) ausgestrahlt, außerdem im gleichen Format Das Erste (ARD-TV-Programm 1:1 übernommen). Seit 2011 laufen nur noch „EinsLive“, wo zum aktuellen Radioprogramm eine Standbild-Schleife mit regelmäßig wechselnden Inhalten abgespielt wird (z. B. Musiktitel, News und aktuelle Temperaturen), „WDR-Mobil-TV“ (WDR2) mit aktuellen News-Texten und Standbildern sowie „WDR-DMB-Test“ mit Zeichentrickfilmen (KiRaKa) oder wechselnden Standbildern als 60 Min.-Videoschleife von 2007.
Empfangsergebnis beim portablen und mobilen Betrieb: im Gegensatz zum DAB-Empfang (gleicher VHF-Kanal) gibt es bei DMB an den gleichen kritischen Stellen (Erdgeschoss im Haus, enge Stadtstraßen) weniger Tonstörungen und kaum Aussetzer.
Zu den umfassendsten Modellprojekten, mit der der Betrieb entgeltfinanzierten mobilen Rundfunks (Audio- und Videodienste) erprobt werden sollte, gehörte das Projekt MI FRIENDS der Bayerischen Landeszentrale für neue Medien in München. Italien, Österreich, Liechtenstein und die Schweiz nehmen über die MI FRIENDS-Subprojekte Bodensee sowie Südtirol/Transalp ebenfalls am Projekt der BLM teil.
In der ersten Testregion München waren während der Fußball-Weltmeisterschaft 2006 mit MI FRIENDS insgesamt 12 DMB- und 19 DAB-Programme mit DMB-Empfängern nutzbar durch Aussendungen in den jeweils 1,5 MHz breiten Frequenzblöcken LC und LG (UHF), 11C, 11D, 12A und 12D (VHF). Ausgestrahlt wurden u. a. das ARD-Programm, das ZDF und das BFS.
Ebenfalls im Rahmen des MI FRIENDS-Projekts wurden im Anschluss an die Fußball-WM in Regensburg vier Kanäle ausgestrahlt. Dies waren Rmobil (ein Fernsehprogramm mit starkem lokalen Bezug für die mobile Nutzung), Rmix (ein überregionales Programm), Rockantenne2go (ein Hörfunkprogramm mit Bildunterstützung) und GongFM (ebenfalls ein Hörfunkprogramm mit Bildunterstützung). Das Ziel war hier die Erprobung von Zusatzdiensten, personalisierten Inhalten und Interaktivität.
Zwei weitere Testgebiete waren die Bodenseeregion (ein nichtverwirklichtes Teilprojekt), in der die Nutzung im Freizeitverhalten getestet werden sollte, sowie Südtirol, das als Testregion mit touristischer Nutzung und zur Erprobung in topografischen Problemzonen ausgewählt wurde.
Alle Projekte wurden inzwischen abgeschlossen und ausgewertet. Die Ergebnisse der Begleitforschung wurden im Rahmen der Schriftenreihe der Bayerischen Landeszentrale für neue Medien veröffentlicht. Bei der Auswahl der Testregionen stand im Vordergrund, Auswertungsergebnisse zu erhalten, die übertragbar auf nahezu alle europäischen Regionen sein sollten. Die BLM zieht als Fazit, für den Regelbetrieb sei die Frage der Refinanzierung von Infrastruktur- und Programmkosten bislang ungelöst und schreibt wörtlich: „Nicht zuletzt ist die Tatsache von entscheidender Bedeutung, dass eine deutliche Mehrheit der befragten Nutzer nicht bereit ist, für eine mobile Rundfunknutzung zusätzlich Entgelte zu bezahlen.“

### Südkorea
In Südkorea ging im dritten Quartal 2005 der kommerzielle S-DMB-Service (S=Satellit) in Betrieb; dieser Dienst ist kostenpflichtig. Laut Aussage des MIC (Ministry for Information and Communication) verzeichnet T-DMB zum 1. April 2007 rund 1,3 Mio. Nutzer.
In Korea waren 2006 rund 50 verschiedene DMB-Empfänger-Typen auf dem Markt verfügbar. Die Preise lagen umgerechnet zwischen 80 und 800 € und unterteilten sich in folgende drei Hauptsegmente:
- Low Price (USB-Empfänger etc.) 80–120 US$
- Mid Price (Mobiltelefone) 200–500 US$
- High Price (reine DMB-Empfänger mit Bildschirm-Multimedia-Player und Navigation) 200–800 US$

DMB-Empfänger mit integrierter Navigation, MS-Multimedia-Player und Bild-im-Bild-Funktion auf Basis WIN CE 5.0 wurden bereits ab 550 US$ auf dem Markt angeboten. Das deutsche Unternehmen Blaupunkt bot bereits 2007 sein Navigationssystem Lucca 5.2 mit DMB in Korea an.
Ab Juni 2006 wurden weitere Lizenzen für den kommerziellen (durch Werbung finanzierten) Betrieb vergeben. Zurzeit werden 7 Video-, 13 Audio- und 8 Datenkanäle angeboten.
Im Februar 2008 hatte das kostenlose, terrestrische T-DMB-Angebot mit 6 Kanälen etwa 10 Millionen Kunden, das satellitengestützte Konkurrenzsystem mit 19 kostenpflichtigen Kanälen etwa 1,3 Millionen Kunden. Der Betreiber des Satellitenangebots braucht nach eigenen Angaben 2,5–3 Millionen Kunden, um profitabel zu sein. Das terrestrische DMB-Angebot wird laut einer Stichprobe vom 1. August von 1,17 % der Besitzer eines entsprechenden Gerätes auch genutzt. Empfänger finden sich hauptsächlich in Handys (48,8 %), aber auch in Multifunktionsdisplays in Autos (37,8 %), Mediaplayern (9,4 %) und USB-Dongles (3,8 %).
Bis Ende 2009 war die Zahl der T-DMB-Nutzer bereits auf 20 Mio. angestiegen.

### Volksrepublik China
Die Volksrepublik China hat bei Samsung 500.000 T-DMB-Empfänger bestellt. 300.000 davon für die Provinz Guangdong (circa 80 Mio. Einwohner) und 200.000 für Peking. In der Volksrepublik China ist T-DMB neben anderen Lösungen die erste Wahl der chinesischen Regulierungsbehörde SARFT.
Geplanter Rollout:
- Peking/Tianjin: DAB-/DMB-Feldversuche (zwei Audio- und ein Video-Service) seit 2005
- Guangdong: diverse DAB-/DMB-Feldversuche seit 2005, zwei Multiplexe mit vier Audio- und zwei Video-Services auf Sendung
- Shanghai: die Oriental Pearl Group hat das Projekt Mobile TV gestartet. Feldversuche mit DAB-IP (siehe auch BT-Lifetime unter Technik) seit 2005. DMB-Feldversuche sind für 2006 geplant.

## Bewertung
DAB ist für circa 1,5 MHz Bandbreite vorgesehen, über die, je nach Fehlerschutz, etwa 0,8 Mbit/s an Nutzdaten übertragen werden können. Das genügt für etwa drei TV-Programme mit je 300 kbit/s zuzüglich Audioprogramme und Datendienste pro Ensemble, wobei ein Ensemble nur ein Viertel Fernsehkanal belegt und entsprechend mehr Programme durch Kombination mehrerer Ensembles möglich ist, z. B. in München: 12 DMB- und 19 DAB-Programme und zusätzliche Telematik- und Datendienste.
DAB/DMB ist primär für mobilen Empfang entwickelt und nutzt für stromeffiziente Dekodierung ein Verfahren, bei dem selektiv nur die jeweilig relevanten Träger empfangen und dekodiert werden. Der Stromverbrauch von DMB-Empfängern liegt etwa bei 150 mW ohne Timeslicing. Timeslicing ist bei DAB/DMB ebenfalls vorgesehen, wurde bisher jedoch aufgrund geringen Stromverbrauchs noch nicht in der Praxis eingesetzt.
Durch den Einsatz des Modulationsverfahrens OFDM und der einfachen Codierung (QPSK) sind relativ große Gleichwellennetze (Single Frequency Networks, SFN) möglich, die im Gegensatz zu Mehrfrequenznetzen (Multi Frequency Networks, MFN) dieselbe Frequenz in benachbarten Zellen erlauben.
Die Spezifikation von DAB/DMB schließt mit verschiedenen Modi den Einsatz von 30 MHz bis 3 GHz ein. Frequenzzuweisungen für DAB sind in Deutschland in Band III und im L-Band erfolgt.
DAB/DMB ist auf Mobilität (im Fahrzeug, auch bei hoher Geschwindigkeit) ausgelegt. Empfangstests von DMB in S-Bahnen zeigen, dass auch hier ungestörter Empfang möglich ist. Aufgrund der in Deutschland regulatorisch begrenzten Sendeleistung (1 kW im Band III und 4 kW im L-Band) ist es zurzeit auch nur begrenzt innerhalb von Gebäuden zu empfangen.